# Bethalto, Illinois
Bethalto är en ort (village) i Madison County, i delstaten Illinois, USA. Enligt United States Census Bureau har orten en folkmängd på 9 491 invånare (2011) och en landarea på 19,5 km².